# Хермер, Ричард
Ричард Саймон Хермер, барон Хермер (англ. Richard Simon Hermer, Baron Hermer; род. сентябрь 1968, Саут-Гламорган) — британский юрист и политик. Генеральный атторней Англии и Уэльса, генеральный юрисконсульт по Северной Ирландии (с 2024).

## Биография
В университетские годы возглавлял Союз еврейских студентов. Три десятилетия занимался адвокатской практикой, специализируясь в правах человека, а также в публичном праве и в экологическом праве. Работал сначала в бюро Doughty Street Chambers, затем перешёл в Matrix Chambers. Будучи прихожанином Северо-западной реформистской синагоги, консультировал лейбористов в период их противодействия попыткам консервативного министра Майкла Гоува провести через Палату общин законодательство, препятствующее местным советам следовать политике BDS для оказания давления на Израиль с целью принуждения к соблюдению прав палестинцев. В частности, Хермер считал законопроект Гоува «глубоко пагубным» для способности Великобритании защищать гражданские права за пределами своей территории, а также обвинял его в подавлении свободы слова и противоречии обязательствам Великобритании в соблюдении международного права.
5 июля 2024 года после поражения консерваторов на парламентских выборах было сформировано лейбористское правительство Кира Стармера, в котором Хермер получил портфель генерального атторнея Англии и Уэльса. Это назначение было осуждено НКО «Юристы Великобритании за Израиль» в связи с активной критикой Хермером Израиля на фоне войны в Газе, а также его противодействием предложенному Консервативной партией законопроекту, направленному против бойкотов израильских товаров.